# Fiat 126
Fiat 126 je miniautomobil/malý automobil představený roku 1972 jako nástupce Fiatu 500. V Polsku byl vyráběn až do 22. září 2000, v ostatních zemích skončil jeho prodej roku 1993, kdy byl nahrazen Fiatem Cinquecento.

## Historie
Fiat 126 převzal upravený podvozek Fiatu 500 včetně vzduchem chlazeného motoru se zvýšeným zdvihovým objemem na 594 cm³, který byl uložen vzadu. Nová hranatá karoserie připomínající Fiat 127 dovolila mírné zvětšení vnitřního prostoru a zlepšení pasivní bezpečnosti.
V červenci 1977 byl zdvihový objem motoru zvětšen na 652 cm³. Roku 1984 prošel Fiat 126 faceliftem, který přinesl nové plastové nárazníky, novou přístrojovou desku a nové označení Fiat 126p FL. Druhý facelift proběhl v roce 1987, kdy nabídku obohatil ležatý 704 cm³ kapalinou chlazený motor a karoserie získala výklopné třetí dveře a malý zavazadlový prostor vzadu nad motorem. Tato verze se prodávala s názvem Fiat 126 Bis (1987–1991). Roku 1994 následoval další facelift, přinášející některé nové díly z Cinquecenta – Fiat 126p EL. Další verze, Fiat 126 ELX, přidala do výbavy katalyzátor.

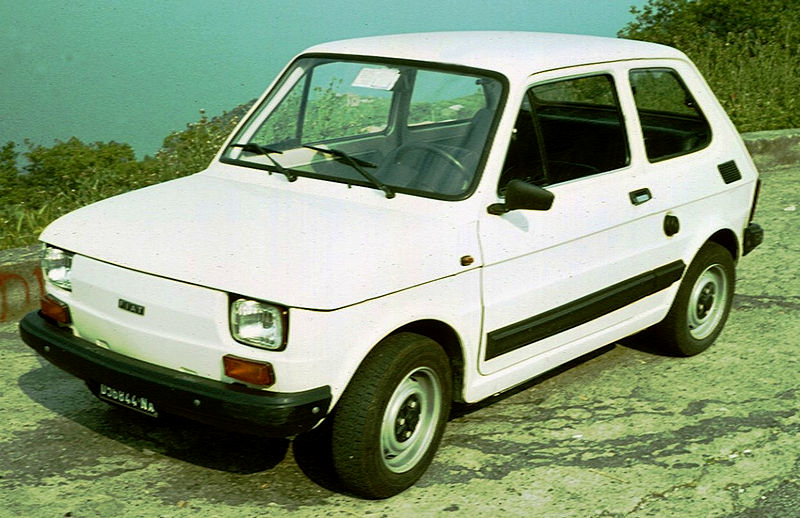
Fiat 126 (1977–1984)
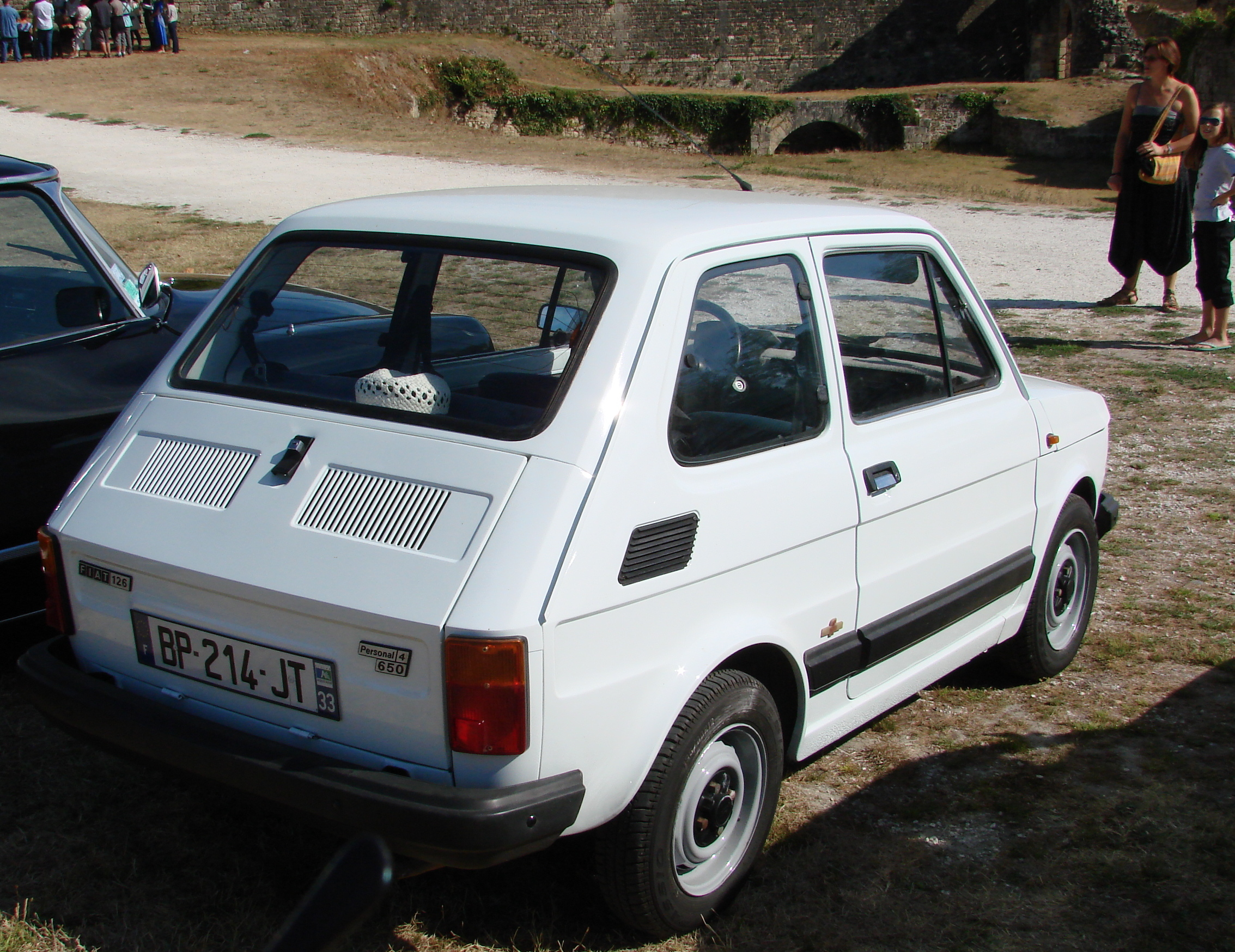
Zadek vozu
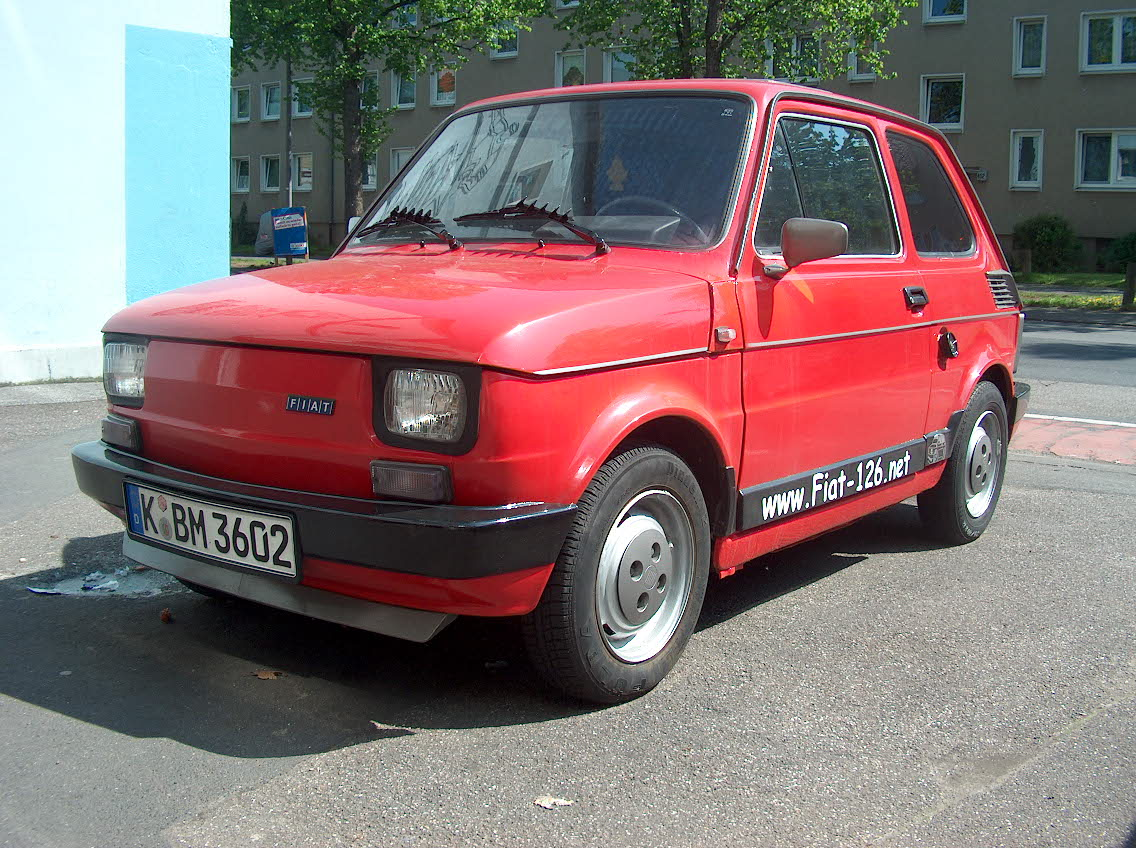
Fiat 126p (1984–1991)
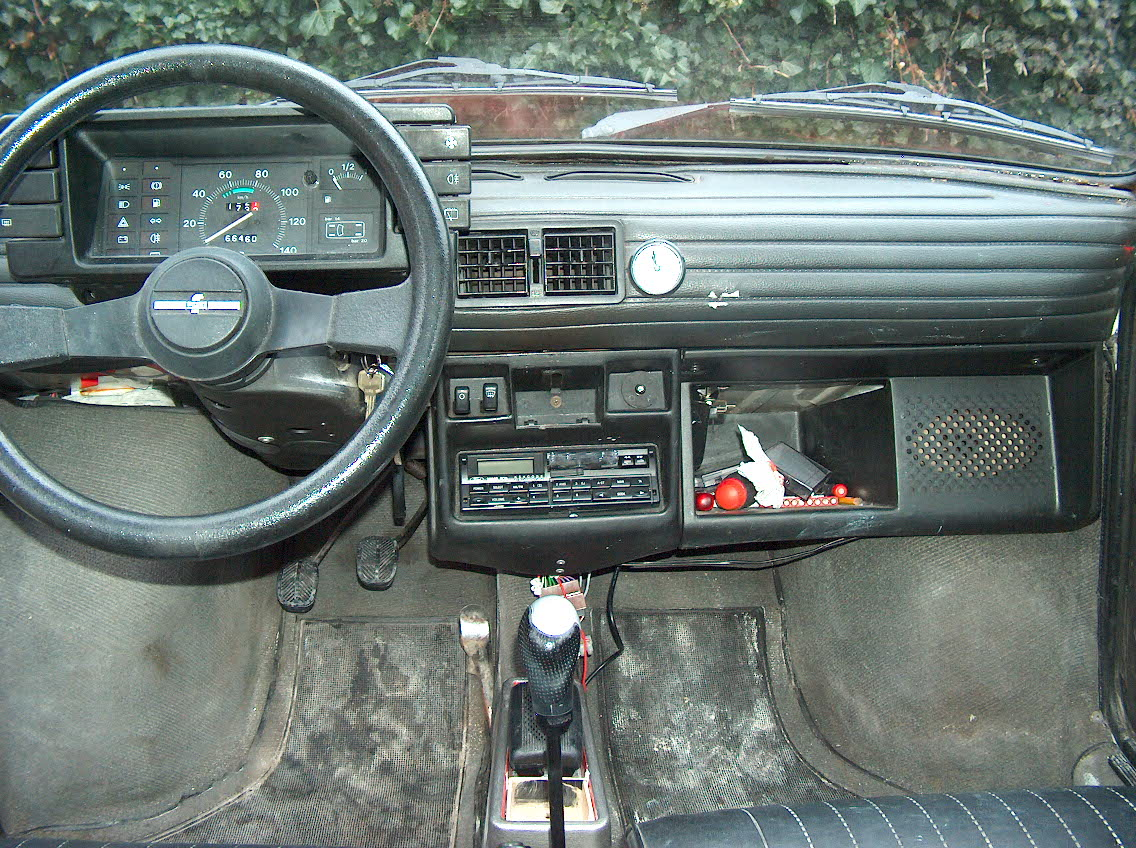
Přístrojová deska vozu 126p
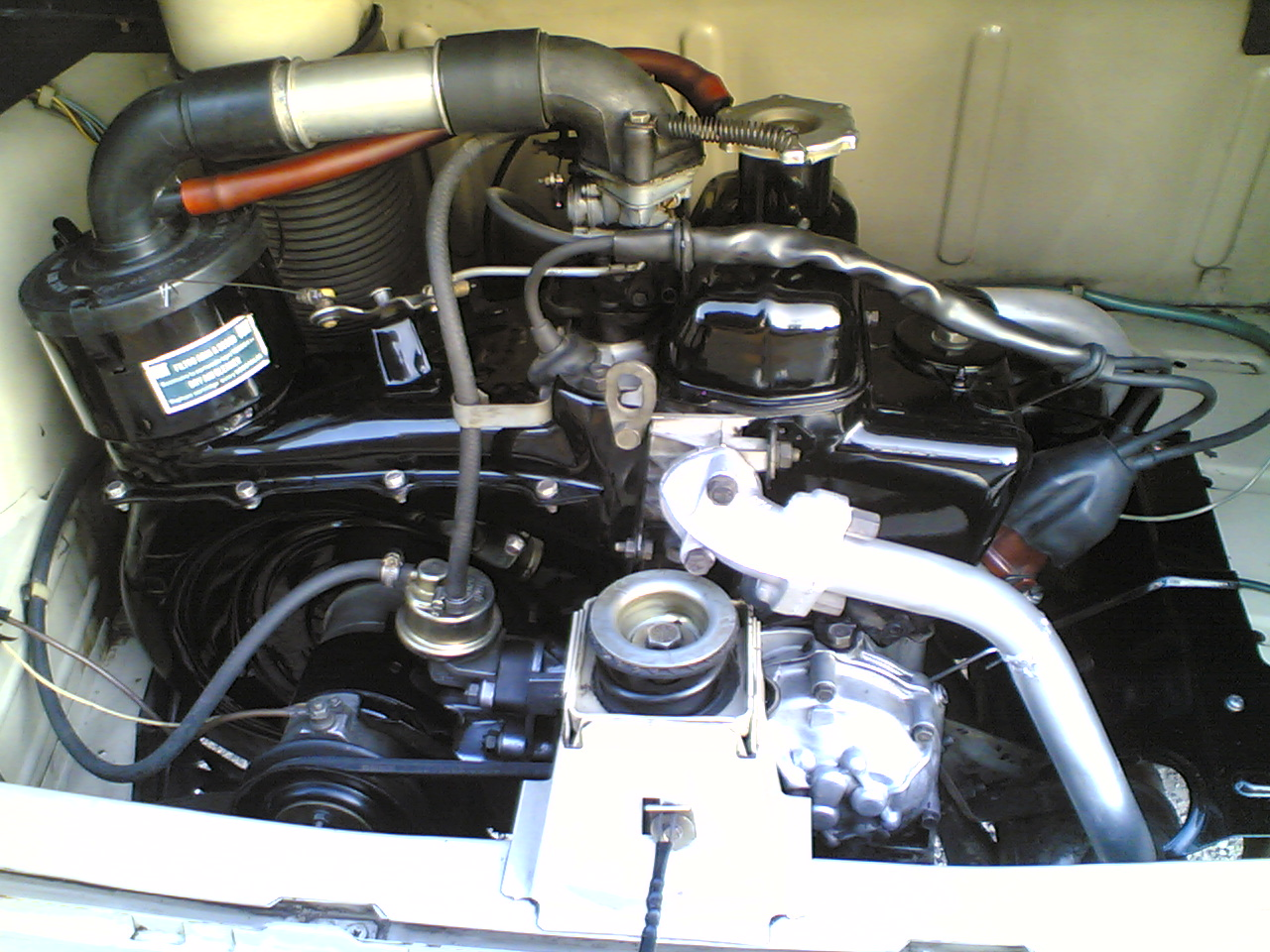
motor
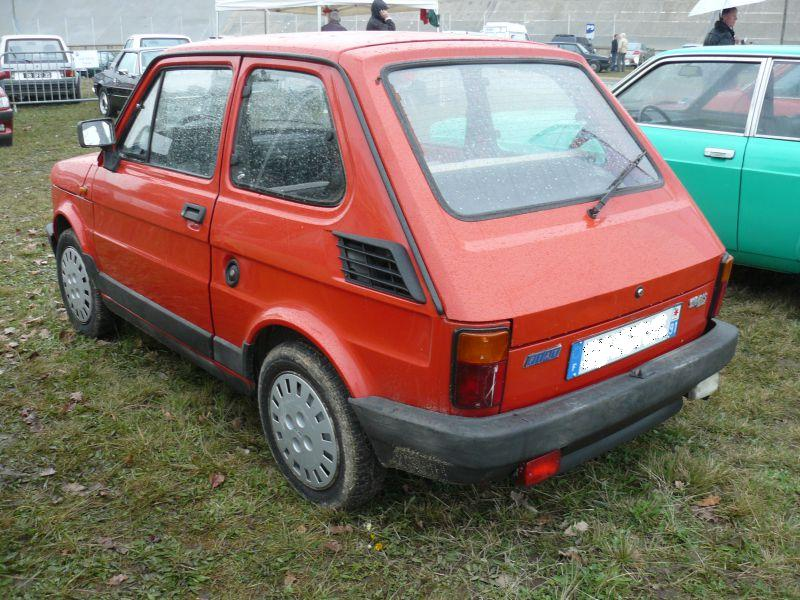
Fiat 126 BIS (1987–1991)
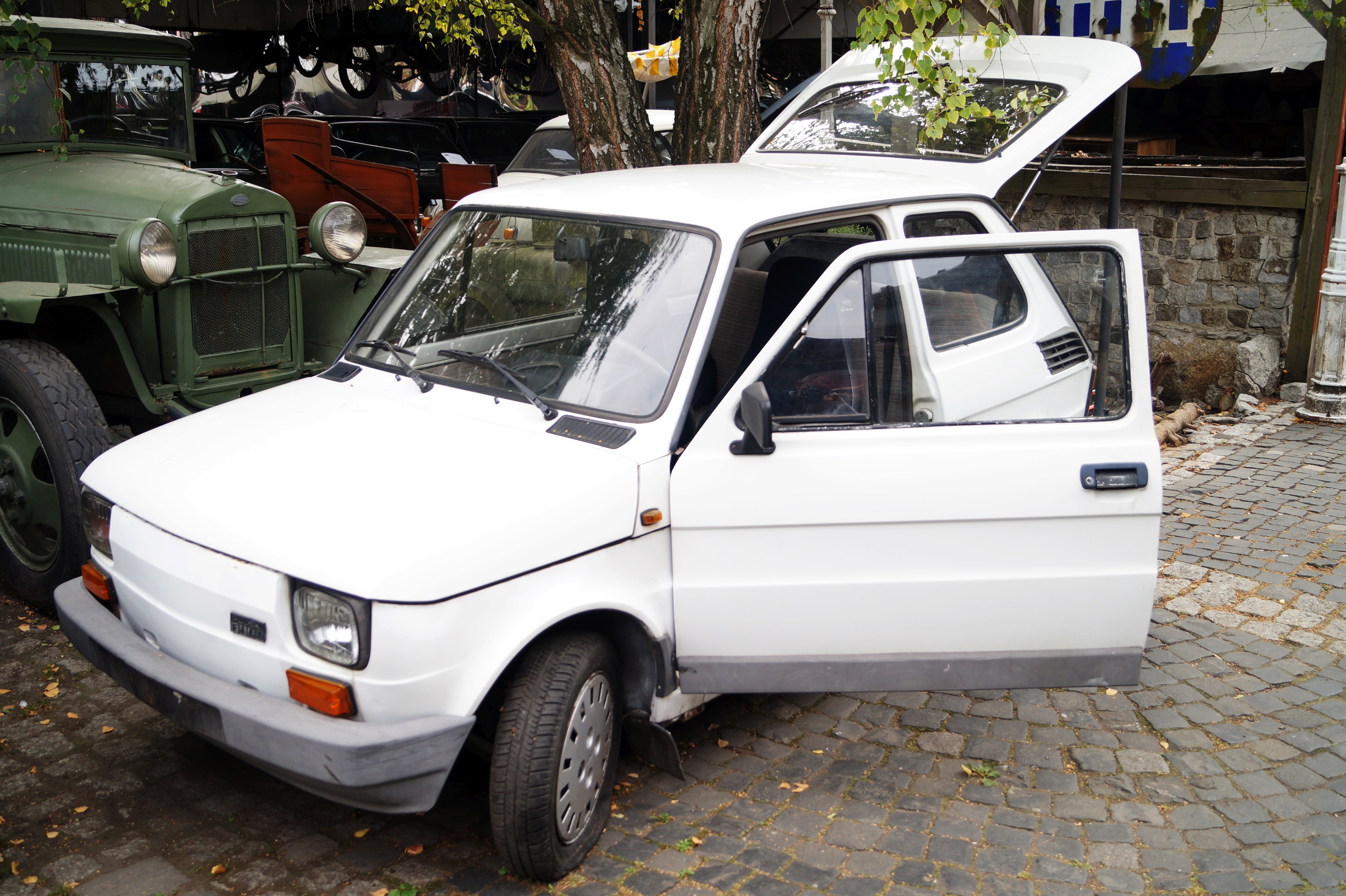
Fiat 126 BIS (1987–1991)
motor Fiat 126 BIS

## Výroba
V Itálii se Fiat 126 vyráběl v závodech Cassino a Termini Imerese do roku 1980. Poté Fiat prodával vozy vyrobené v Polsku s označením „126 made by FSM“. Polský závod vozy vyráběl v letech 1973–2000. Montáž vozu z polských dílů prováděla automobilka Zastava v tehdejší Jugoslávii.
I přes chytrý marketing se Fiatu 126 nikdy nepodařilo dosáhnout stejného úspěchu, kterým se mohl chlubit Fiat 500. Celkový počet vyrobených kusů: cca 1 300 000 v Itálii a 3 300 000 v Polsku. Počet kusů smontovaných v Jugoslávii není znám.

## Polski Fiat 126p

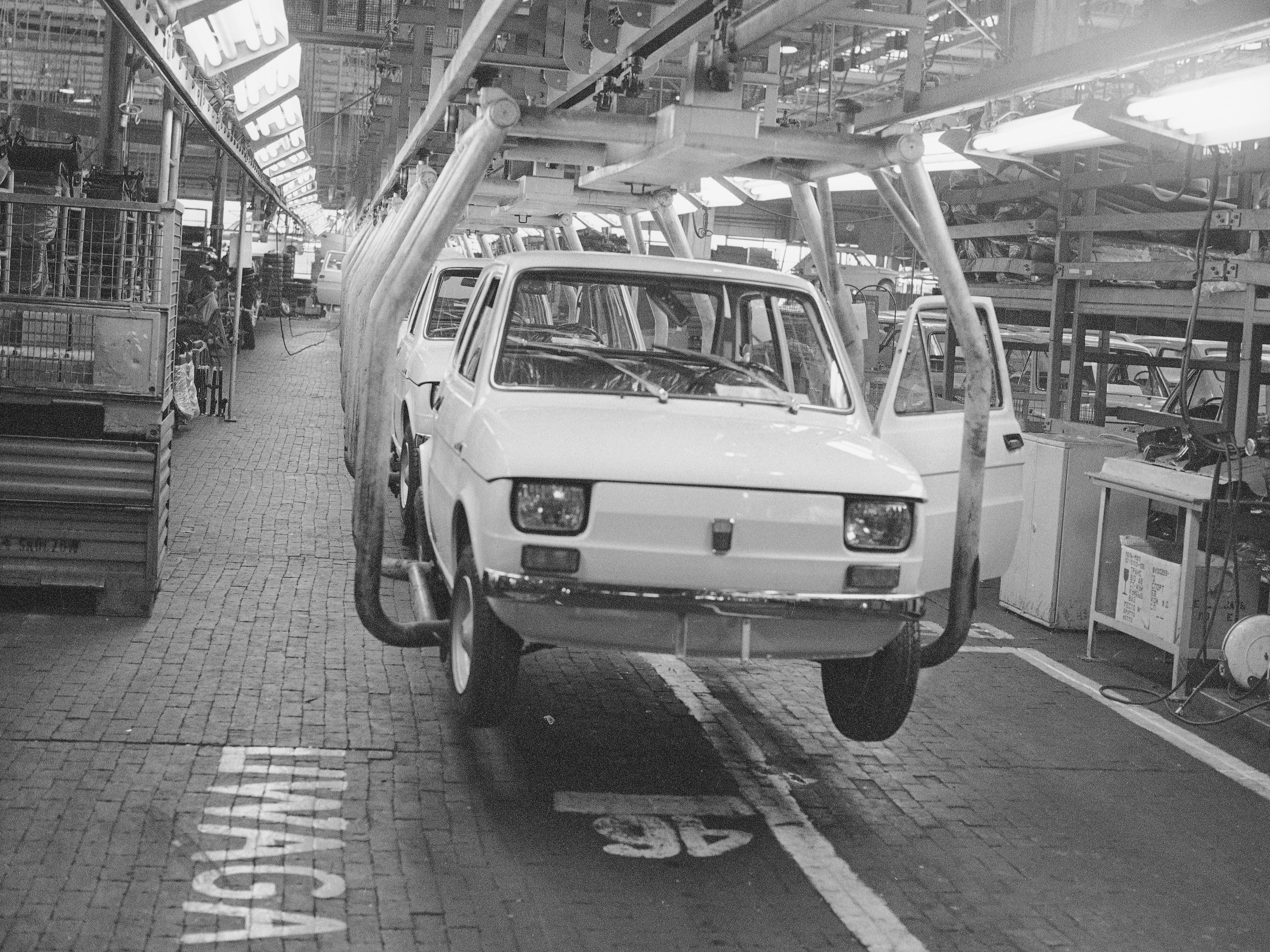
Výroba „Maluchu” v továrně FSM v Bílsku-Bělé, 70. léta 20. století

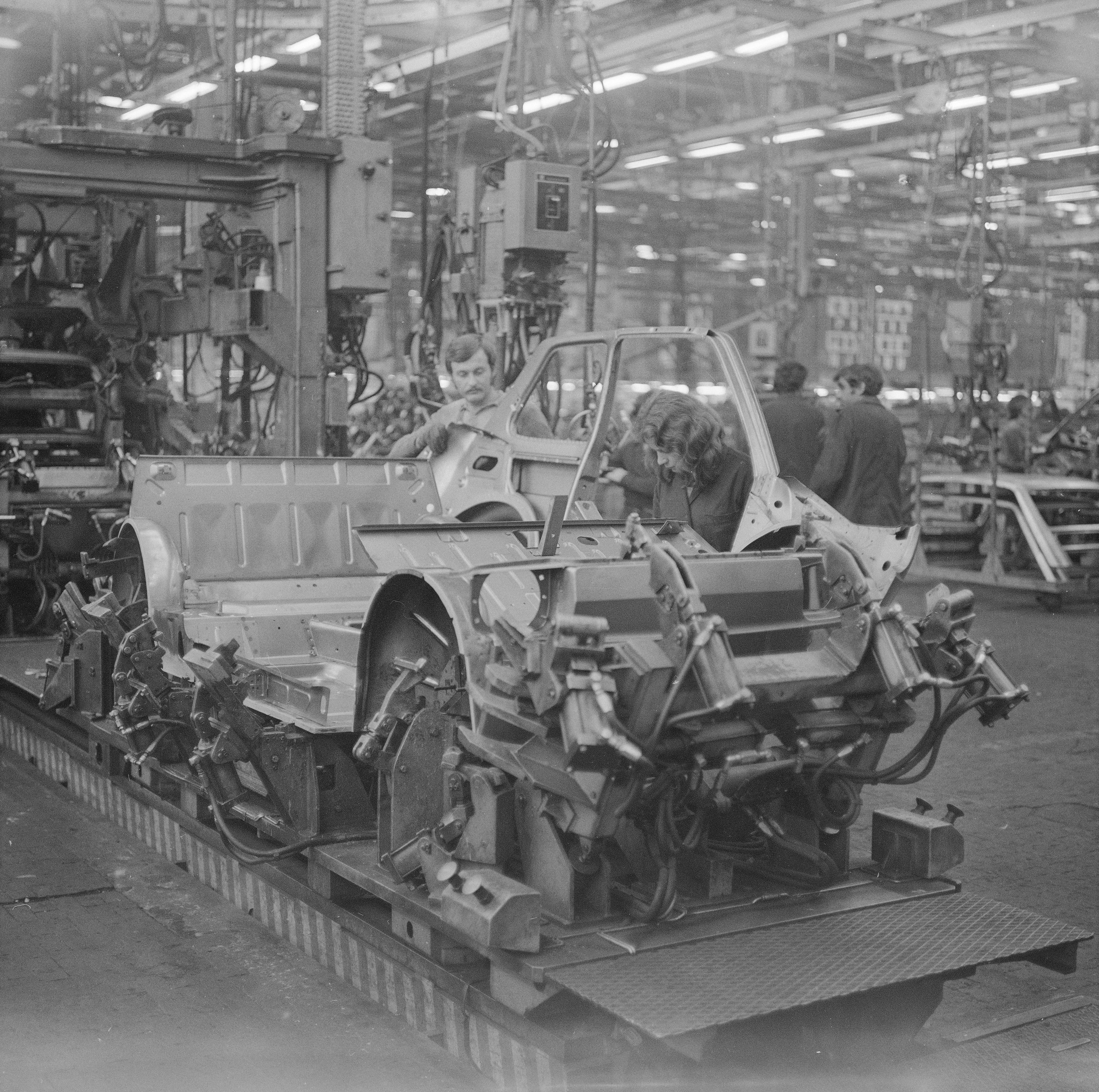
Výroba „Maluchu” v továrně FSM v Bílsku-Bělé, 70. léta 20. století

Polski Fiat 126P (česky „polský Fiat 126p“) byl vyráběn v Polsku v letech 1973 až 2000. Od italského originálu se lišil vyšším podvozkem, jinou mřížkou chladiče a oranžovými blikači (italský model je měl bílé), také například jinou roztečí matic kol.
Výrobu zajišťovaly od června 1973 závody Fabryki Samochodów Małolitrażowych (FSM) v Bílsku-Bělé a od 18. září 1975 také v Tychách. V Polsku byl díky nízké ceně značně vyhledávaný – na začátku 80. let patřil k nejprodávanějším automobilům v Polsku, a získal přezdívku Maluch. Později ji výrobce přijal jako oficiální název auta.
Kromě Polska vůz od počátku 80. let motorizoval Čínu, kde byl jedním z prvních osobních automobilů dovážených do země. Používal se hlavně jako taxík, později byl prodáván i soukromým kupcům a patřil mezi nejprodávanější.
Fiat 126p zaznamenal velké prodejní úspěchy také v Maďarsku a na Kubě. V letech 1989 –1990 byl prodáván v Austrálii jako FSM-650 Niki.

### Historie Polskiho Fiatu 126p
- 1972 – v Bílsku-Bělé byl položen základní kámen bodoucí továrny FSM
- 6. června 1973 – vyroben první Polski Fiat 126 (ještě na italské lince) – stál 69 000 zlotých (tehdejší průměrný měsíční plat byl 3 500 zlotých
- 22. července 1973 – oficiální otevření závodu FSM (do konce roku zde bylo vyrobeno 1 500 Fiatů 126)
- září 1975 – zahájena produkce továrny v Tychách
- 1977 – zdvihový objem motoru se zvýšil z 594 cm3 na 652 cm3, výkon motoru vzrostl přibližně na 24 k (17 kW)
- 1978 – produkce motorů o objemu 594 cm3 byla ukončena
- 1979 – Polski Fiat 126p se nadále vyrábí pouze Polsku
- 1981 – vyroben 1 000 000. Polski Fiat 126p
- Duben 1985 – technické změny v konstrukci a karoserii, vznik verze FL
- 1985 – vyroben 2 000 000. Fiat 126
- 1987 – začátek výroby Polski Fiatu 126p BIS (703 cm³) v Tychách
- 1991 – zakončení výroby verze BIS + BOSMAL začal vyrábět verzi Fiat 126P Cabrio
- červenec 1993 – vyroben 3 000 000. Polski Fiat 126p
- září 1994 – vylepšení karoserie díly z Fiatu Cinquecento – Fiat 126EL
- Prosinec 1996 – Fiat 126ELX
- Leden 1997 – oficiálně přijat název MALUCH
- Leden 1999 – standardní výbavou se stávají záhlavní opěrky a tím vzniká verze TOWN
- září 2000 – výroba Fiatu 126 byla ukončena speciální sérií Happy End (500 vozů v červené barvě a 500 vozů ve žluté barvě) Celkem bylo vyrobeno 4 670 000 Fiatů 126.
- 22. září 2000 sjel z výrobní linky poslední Fiat 126 + poslední žlutý byl vystaven v muzeu v Turíně.

### Politický význam
Polski Fiat 126p měl pro Poláky velmi zvláštní význam, jeho příběh byl spojen s mnoha politiky v komunistickém období (Polská lidová republika). V komunistickém systému byl soukromý automobil považován za symbol luxusu – roku 1971 bylo v Polsku jen 556 000 registrovaných automobilů. Nutno poznamenat, že v socialistické plánované ekonomice bylo rozhodnutí o tom, jestli se bude daný automobil vyrábět, otázkou politickou a ne jen ekonomickou. Rozhodujícím osobám původně myšlenka vyrábět malý vůz pro masy nepřišla atraktivní, protože v Polsku se v té době již omezeně prodával podobný automobil – Syrena. Omezený počet automobilů byl také dovážen z jiných zemí východního bloku. To však byl značný problém, protože polská měna (zlotý) nebyla výměnná a volný trh neexistoval. Polski Fiat 126p měl být vozem motorizujícím Polsko (podobně jako VW Brouk a Citroën 2CV). Licenci nakonec koupila komunistická strana v čele s Edwardem Gierekem. Zajímavostí je, že na Fiat 126 musel lidé čekat i několik let, a když na ně přišla řada, musel zákazník žádost o automobil předat patřičným úřadům ke schválení.

## Přezdívky

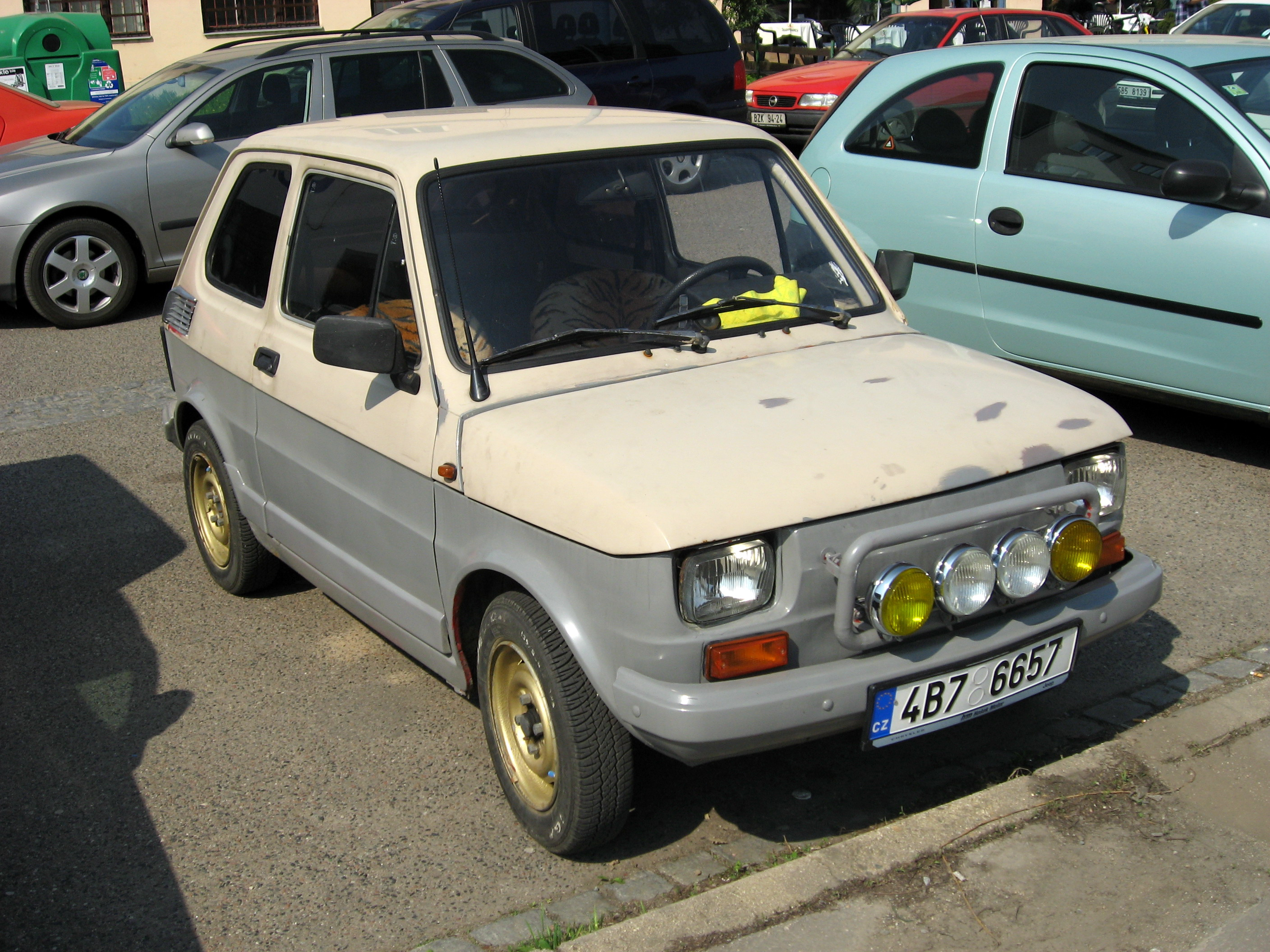
Polski Fiat 126p v Česku

V Polsku byl Fiat 126 přezdíván Maluch, což doslova znamená „malé dítě – nemluvně“, nebo „něco malého“.
V Chorvatsku a Srbsku byl také znám jako Peglica (zdrobnělina ze slova pegla = „žehlička“), ve Slovinsku jako Bolha (= „blecha“), Piči-poki (volně přeloženo jako Rychlý a mocný) nebo Kalimero (podle smyšlené postavy). V Maďarsku byl znám jako kispolszki (zatímco 125p jako nagypolszki, což znamená „velký“ Polski), kispolák nebo törpe-polyák, kde kis znamená malý, törpe trpaslík a Polák nebo polyák je zastaralé slovo pro Poláka; autu se dále říkalo egérkamion, což znamená „myší náklaďák“.
V Irsku a Velké Británii byl Fiat 126 přezdíván „Bambino“, italským slovem pro dítě; na Kubě byl nazýván „Polaquito“ a v Chile „Bototo“.

## V kultuře
- Komiksová postava Furi Kuri vlastnila Malucha.
- Tom Peters řídil Malucha ve své televizní show Tom Goes to the Mayor.
- Maluch se objevil ve videoklipu k písni „Hey Sexy Wow“ od Lorda Kossityho.
- Maluch se též objevil v písní polské skupiny Big Cyc „maly Fiat“
- Tomáš Matonoha v seriálu Comeback vlastnil Malucha
- Maluch se také objevil v on-line hře Garbage Garage
- V počítačové hře My Summer Car se vyskytuje vůz „Fittan“, který vychází z Fiatu 126 nebo Seatu 133[3]
- V počítačové hře Contraband Police se vyskytuje vůz Micros 26D, který je založen na vozu Fiat 126.[4]